# PGA Tour Champions
PGA Tour Champions är en golftour i Nordamerika för herrar och som organiseras av PGA Tour. Touren har tidigare gått under namnen Senior PGA Tour, Champions Tour.

## Format och bakgrund
Ursprungligen var Senior PGA Championship, som har spelats sedan 1937, den enda profilerade tävlingen för golfspelare över 50 år. Idén bakom en seniortour började att växa fram efter en succéartad tävling 1978, Legends of Golf, som var en tävling mellan två lag med några av de största äldre spelarna vid den tidpunkten. En formell golftour för seniorer över 50 år etablerades två år senare, 1980, under namnet Senior PGA Tour. 2002 bytte touren namn till Champions Tour, och 2016 skedde namnbytet till PGA Tour Champions. 
Under 2018 arrangeras 27 tävlingar och säsongen avslutas med tre slutspelstävlingar som ingår i "Charles Schwab Cup", vilket är tourens motsvarighet till PGA Tourens FedEx Cup. De 27 tävlingarna arrangeras i tre olika länder, 20 olika delstater och med en total prissumma på 56,6 miljoner dollar. Tävlingarna spelas över 54 hål, till skillnad från tävlingarna på PGA Tour som är över 72 hål. Undantag gäller för de fem majortävlingarna som spelas över 72 hål.  
De fem majortävlingarna är:
- Maj: Regions Tradition
- Maj: Senior PGA Championship
- Juni: U.S. Senior Open
- Juli: SENIOR PLAYERS Championship
- Juli: Senior Open Championship

Senior Open Championship har spelats sedan 1987, men har räknats som en major på PGA Tour Champions sedan 2003.

### Charles Schwab Cup
Charles Schwab Cup-slutspelen har arrangerats sedan 2016, och där spelarna kvalificerar sig genom antalet poäng som baseras på inspelade pengar under säsongen. 
Schema för 2018:
| Datum     | Tävling                         | Spelare                                                          | Kvalgräns |
| --------- | ------------------------------- | ---------------------------------------------------------------- | --------- |
| Okt 15-21 | Dominion Energy Charity Classic | Topp 75 i poängrankingen (efter SAS Championship)                | Ingen     |
| Okt 22-28 | PowerShares QQQ Championship    | Topp 54 i poängrankingen (efter Dominion Energy Charity Classic) | Ingen     |
| Nov 5-11  | Charles Schwab Cup Championship | Topp 36 i poängrankingen (efter PowerShares QQQ Championship)    | Ingen     |

Inför den tredje och sista slutspelstävlingen nollställs poängrankingen. Vinnaren av Charles Schwab Cup erhåller en bonus på 1 miljon dollar, och övriga som placerar sig topp-5 får även de en bonus.

## Kvalificering
Bobby Clampett, golfkommentator och tidigare spelare på PGA Touren, har på sin blogg skrivit att kvalificeringen till tävlingarna är "the most complicated system known to man," samt "[n]ot a single player even understands it fully." Han beskrev även hur kvalificeringen till en ordinär tourtävling - d.v.s. exklusive majortävlingarna - med 78 spelare gick till under 2011. De första 60 platserna tillsätts genom:
- De topp 30 spelarna, som annars inte uttagna, som slutade topp 50 på fjolårets PGA Tour Champions penningliga.
- Upp till 30 spelare som är rankad topp 70 genom tiderna på PGA Tour och PGA Tour Champions kombinerade penningliga.

Vilket lämnar 18 platser:
- Medlemmar av World Golf Hall of Fame är beroende på ålder kvalificerade.
- Vinnare av tävlingar på PGA Tour Champions inom de föregående 12 månaderna.
- I början av säsongen: 5 spelare från fjolårets PGA Tour Champions Qualifying Tournament. I juli förändras denna kategori för att inkludera annars icke-behöriga spelare baserat på säsongens penningliga.
- Spelare som tidigare var behöriga men som var skadade.
- Topp fyra spelare i åldern 50-51 med flerfaldiga vinster på PGA Tour.
- En plats till den högst placerade spelaren som annars inte är behörig, men som slutade topp-10 i den föregående tävlingen.
- Upp till 5 platser för sponsorval, men kan reduceras beroende på fyllda platser efter ovanstående kategorier.
- Upp till 4 platser för måndagskvalificering, men kan reduceras beroende på fyllda platser efter ovanstående kategorier.

## Vinnare av penningligan samt flest vinster
Vinnaren av penningligan erhåller Arnold Palmer Award.
| År   | Vinnare av penningligan | Prissumma, dollar | Flest vinster                                                                                                   |
| ---- | ----------------------- | ----------------- | --- |
| 2018 |                         |                   | |
| 2017 | Bernhard Langer         | 3,677,359         | 7: Bernhard Langer                                                                                              |
| 2016 | Bernhard Langer         | 3,016,959         | 4: Bernhard Langer                                                                                              |
| 2015 | Bernhard Langer         | 2,340,288         | 4: Jeff Maggert                                                                                                 |
| 2014 | Bernhard Langer         | 3,074,189         | 5: Bernhard Langer                                                                                              |
| 2013 | Bernhard Langer         | 2,448,428         | 3: Kenny Perry                                                                                                  |
| 2012 | Bernhard Langer         | 2,140,296         | 2: Michael Allen, Roger Chapman, Fred Couples, David Frost, Fred Funk, Bernhard Langer, Tom Lehman, Willie Wood |
| 2011 | Tom Lehman              | 2,081,526         | 3: John Cook, Tom Lehman                                                                                        |
| 2010 | Bernhard Langer         | 2,648,939         | 5: Bernhard Langer                                                                                              |
| 2009 | Bernhard Langer         | 2,139,451         | 4: Bernhard Langer                                                                                              |
| 2008 | Bernhard Langer         | 2,035,073         | 3: Bernhard Langer, Eduardo Romero                                                                              |
| 2007 | Jay Haas                | 2,581,001         | 4: Jay Haas |
| 2006 | Jay Haas                | 2,420,227         | 4: Jay Haas, Loren Roberts                                                                                      |
| 2005 | Dana Quigley            | 2,170,258         | 4: Hale Irwin                                                                                                   |
| 2004 | Craig Stadler           | 2,306,066         | 5: Craig Stadler                                                                                                |
| 2003 | Tom Watson              | 1,853,108         | 3: Craig Stadler                                                                                                |
| 2002 | Hale Irwin              | 3,028,304         | 4: Bob Gilder, Hale Irwin                                                                                       |
| 2001 | Allen Doyle             | 2,553,582         | 5: Larry Nelson                                                                                                 |
| 2000 | Larry Nelson            | 2,708,005         | 6: Larry Nelson                                                                                                 |
| 1999 | Bruce Fleisher          | 2,515,705         | 7: Bruce Fleisher                                                                                               |
| 1998 | Hale Irwin              | 2,861,945         | 7: Hale Irwin                                                                                                   |
| 1997 | Hale Irwin              | 2,343,364         | 9: Hale Irwin                                                                                                   |
| 1996 | Jim Colbert             | 1,627,890         | 5: Jim Colbert                                                                                                  |
| 1995 | Jim Colbert             | 1,444,386         | 4: Jim Colbert, Bob Murphy                                                                                      |
| 1994 | Dave Stockton           | 1,402,519         | 6: Lee Trevino                                                                                                  |
| 1993 | Dave Stockton           | 1,175,944         | 5: Dave Stockton                                                                                                |
| 1992 | Lee Trevino             | 1,027,002         | 5: Lee Trevino                                                                                                  |
| 1991 | Mike Hill               | 1,065,657         | 5: Mike Hill |
| 1990 | Lee Trevino             | 1,190,518         | 7: Lee Trevino                                                                                                  |
| 1989 | Bob Charles             | 725,887           | 5: Bob Charles                                                                                                  |
| 1988 | Bob Charles             | 533,929           | 5: Bob Charles, Gary Player                                                                                     |
| 1987 | Chi Chi Rodriguez       | 509,145           | 7: Chi Chi Rodriguez                                                                                            |
| 1986 | Bruce Crampton          | 454,299           | 7: Bruce Crampton                                                                                               |
| 1985 | Peter Thomson           | 386,724           | 9: Peter Thomson                                                                                                |
| 1984 | Don January             | 328,597           | 4: Miller Barber                                                                                                |
| 1983 | Don January             | 237,571           | 6: Don January                                                                                                  |
| 1982 | Miller Barber           | 106,890           | 3: Miller Barber                                                                                                |
| 1981 | Miller Barber           | 83,136            | 3: Miller Barber                                                                                                |
| 1980 | Don January             | 44,100            | 1: Roberto DeVicenzo, Don January, Arnold Palmer, Charlie Sifford                                               |